# 梅尼埃病
美尼爾氏綜合症（Ménière's disease）是一种以特发性膜迷路积水为主要病理特征的内耳疾病，其症狀是反复发作的突然旋转性眩暈、波动性感音神经性聽力減損、耳鸣和（或）耳胀满感。最典型的症狀是一開始只有單側耳朵有症狀，不過後來可能雙耳都受到影響。症狀會持續二十分鐘到幾個小時，二次症狀之間的間隔時間不一定，最後可能進展到永久性聽覺障礙。
目前還不清楚美尼爾氏綜合症的病因，但可能和遺傳及環境都有關係。有許多理論在解釋為何有這種症狀，其中包括血液在血管中受到阻礙、病毒感染以及自體免疫疾病等，約有10%的美尼爾氏綜合症是家族性疾病。症狀有可能是因為內耳中膜迷路產生液體增加所造成，診斷一般會根據症狀，也會進行聽力檢查。其他可能會有類似症狀的疾病有前庭型偏頭痛及短暂性脑缺血发作。
美尼爾氏綜合症無法治癒。若出現相關症狀時，一般會用藥物來改善恶心及焦慮的情形。有關預防美尼爾氏綜合症的方式，其效果的相關證據仍不充份。可以試著使用低鹽飲食、利尿劑或是皮質類固醇來預防，也可以用物理治療來增進平衡感，並且針對焦慮問題進行協談。若其他方式無效，可以用耳部注射或是手術來處理，不過有一些風險。置入耳管的治療方式相當流行，不過也沒有相關證據支持。
美尼爾氏綜合症最早是在十九世紀初由法國醫師普罗斯珀·梅尼埃所發現的。每一千人中約有0.3至1.9人罹患美尼爾氏綜合症，一般是在四十至六十歲時開始出現。女性比男性要容易罹患，在患病五至十五年後，頭暈的症狀會漸漸消失，患者會留下聽力不平衡、患病耳的聽覺較差，以及耳鳴的後遺症。

## 診斷
此病狀的三個典型症狀是：
1. 旋轉性眩暈
2. 單耳或雙耳耳鳴
3. 時好時壞的感覺神經性聽力喪失。

在此病初期時，可能只有其中的一項或兩項症狀出現，三分之二的病人以眩暈為主要症狀，此病的診斷不一定需要在三項症狀都出現的條件下才成立。

## 症状
日籍醫師切替一郎形容它是「7 points disease」，因為它具有以下特性：
1. 嚴重的眩暈：天旋地轉般地難受，且多持續數小時之久，尤以第一次發作時最厲害。
2. 自發性的眩暈：不須任何誘因，就可突然間發作。
3. 重覆性的眩暈：往往反覆地發作，極少就只發生一次。
4. 间断性的眩暈：即在發作與發作之間有完全正常的時候，不會持續數天眩暈。
5. 伴有耳蝸神經症狀的眩暈：聽力常呈起伏性，在急性發作時耳鳴得很厲害，而且有時會覺得聽到不同頻率的聲音。
6. 聽力障礙常表現在低頻處。
7. 會有「複響現象」，病人常會抱怨怕聽到吵雜的聲音，在市場或車站等喧嘩公共場所會很不舒服。

## 病理
以目前所知，成因仍不明。可能是因心理壓力過大、自體免疫出問題或上呼吸道感染造成病毒或細菌入侵內耳道，因而引發内淋巴回流受阻或吸收障碍，導致内耳迷路压力增高而致病。

### 中醫观点
从古中醫的角度來看，病理上大部分是由於身體的陽氣不足或者水的代謝出現問題，或者脾胃虛寒的時候出現。像《傷寒論》裡面所說的其實是有多種原因造成的。類似真武湯症時，患者會出現症狀如，暈眩嘔吐，面色昏暗，口不渴，形寒怕冷，或者手腳冰冷。詳細參照真武湯症。類似苓桂術甘湯症，水的代謝出問題。或者會出現在吳茱萸湯症，病人的脾胃過度虛寒也會出現強烈嘔吐感。從古中醫的辯證角度看，這個病名是一個特有的症狀，不應該獨立一個病名。具體根據患者的氣色，舌診，脈象，問診，參照六經辯證確定位置，找到其中相對應的湯症，用三個其中的一個，看患者生病的時間長短跟程度，如果應用得當有大概率可以痊愈。

## 治療
目前治療美尼爾氏症以手術及藥物治療為主。

### 手術治療
包括：内淋巴囊減壓、前庭神经、或迷走神經截斷術。

### 药物疗法
可用藥物有：鎮靜劑、血管循環促進劑、神經機能賦活劑，或藉胺基配糖體「健他黴素」對於內耳神經破壞，來治療頑固型梅尼爾氏症。
- 口服药物：利尿剂（氢氯噻嗪、乙酰唑胺、氯沙利酮）、倍他司汀。利尿剂是最常用的一线治疗药物[7][8]。
- 注射药物：鼓室内注射糖皮质激素（intratympanic corticosteroids，ITC）用于MD治疗的第二阶段、鼓室内注射庆大霉素（intratympanic gentamicin，ITG）用于第四阶段，ITG 也称为药物破坏治疗[9]。

### 其他治療
- 建議患者應減少攝取鹽分，亦可多食些水果、韭菜、胡蘿蔔、芹菜等。
- 禁用菸、酒、咖啡茶等刺激品。
- 減少情緒的起伏。